# Дарчула (район)
Дарчула (непальск. दार्चुला जिल्ला) — один из 75 районов Непала. Входит в состав зоны Махакали, которая, в свою очередь, входит в состав Дальнезападного региона страны.
На севере граничит с Тибетским автономным районом Китая, на востоке — с районом Баджханг зоны Сетхи, на западе — с индийским штатом Уттаракханд и на юге — с непальским районом Байтади. Площадь района — 2322 км². Административный центр — город Кхаланга (Дарчула).
Население по данным переписи 2011 года составляет 133 274 человека, из них 63 605 мужчин и 69 669 женщин. По данным переписи 2001 года население насчитывало 121 996 человек. Большая часть населения представлена народами пахари. 98,88 % населения исповедуют индуизм; 0,88 % — буддизм; 0,06 % — христианство. Дарчула — один из наиболее отсталых районов страны. Примерно 58,4 % населения проживает за чертой бедности; примерно 89,9 % населения полностью зависят от сельского хозяйства. Для района характерны традиционное ведение сельского хозяйства, используя устарелые орудия труда; отсутствие базовой инфраструктуры; низкий уровень грамотности населения.